# Тересвянская поселковая община
Тересвянская поселковая общи́на (укр. Тересвянська селищна громада) — территориальная община в Тячевском районе Закарпатской области Украины.
Административный центр — посёлок Тересва.
Население составляет 16 731 человек. Площадь — 47,4 км².

## Населённые пункты
В состав общины входит 1 посёлок (Тересва) и 2 села:
- Грушево
- Крива